# Јово Кричковић
Јово Кричковић (Могорић, код Госпића, 13. март 1938 – Загреб, 4. април 2006) био је српски пјевач, композитор и текстописац, извођач крајишке изворне пјесме, те пјесник, приповједач и афористичар.

## Биографија
Јовица Јово Кричковић је рођен 13. марта 1938. године у Могорићу код Госпића. Рану младост је провео у тешкој материјалној оскудици, како због ратних околности, тако и због преране смрти његовог оца. Ипак, због такве је ситуације брзо стасао, научивши читати још прије поласка у основну школу. Такође, као врло младог, почеле су га привлачити природне љепоте, као и фолклор и традиционални обичаји његовог завичаја. Школовао се у Могорићу и Загребу.
Прве јавне наступе Јово Кричковић је имао за вријеме служења војног рока, који је служио у Гардијској бригади Југословенске народне армије. Паралелно с пјевањем, наставио се бавити крајишком традицијом и обичајима. Почетком 1960-их сели се у Загреб, у Драшковићеву улицу, гдје започиње службу милиционера, коју ће обављати све до пензионисања. За све то вријеме ни на тренутак не занемарује пропагирање личке и крајишке пјесме, те пропагирање личке и крајишке етнографске баштине. Зато се Јово Кричковић у културној и естрадној јавности, од средине 1960-их година, почиње све више етаблирати, како као пјевач, тако и као пјесник, приповједач и афористичар, снимајући плоче, те наступајући у низу радијских, а касније и телевизијских емисија. Бива цијењен и у музиколошким круговима као један од пионира међу сакупљачима личких народних напјева и другог народног блага.
Како би спријечио да такве пјесме не падну у заборав, крајем 1960-их и током 1970-их година, снимио је низ сингл-плоча, углавном у едицији Југотона и ПГП РТБ-а. Први сингл, под називом Кршна Лико, снимио је 1968. године за загребачки Југотон. Током 1970-их наступао је у низу емисија и учествовао у продукцији низа документарних емисија, сниманих од стране Радио-телевизије Загреб, у којима је презентовао традиционалне напјеве и нове пјесме компоноване у традиционалном духу, као и традиционална кола. Неке од тих емисија су Преко Капеле, личке горе зелене (1972), Прело у Могорићу (1973), Бриње моје (1978), Зелено је лишће јелово (1978), те емисија Лички дивани (1986), у којој је, као водитељ, причао личке вицеве и афоризме заједно с Нелом Ержишник, којој је то био један од првих наступа у улози бабе Икаче.
Као значајан сегмент на пољу скупљања народног блага могла би се истакнути објава пјесмарице Личке пјесме, штампане 1972. године у издавачкој кући Стварност из Загреба, која доноси текстове и нотне записе великог броја изворних личких и крајишких напјева. Године 1982, за београдски ПГП РТБ, објавио је свој једини музички албум (лонг-плеј плочу и музичку касету), под називом Кршна Лико. Албум је био осмишљен као компилација низа најпопуларнијих старих личких пјесама. Због тога га је критика више пута истакнула као једног од најбољих модерних интерпретатора овог жанра.
Осим што се бавио етнографским радом и пјевањем, Јово Кричковић је и сам писао пјесме, како текстове, тако и мелодије, те и њих изводио на народним сијелима и у концертним дворанама, у земљи и иностранству. Наступао је у склопу КУД-а Иво Хергешић, КУД-а Ружица Бркљачић (с којим је 1986. године остварио и наступ пред пуном Малом двораном загребачког Дома спортова), те у склопу Удружења писаца аматера Хрватске. Свој музички и књижевни рад представио је наступајући у низу мјесних заједница широм Хрватске и Србије. Године 1986. написао је текст насловне пјесме Липа моја мати далматинском пјевачу Младену Биочини.
Избор својих најбољих ауторских радова, како поетских, тако и прозних, Јово Кричковић је сабрао у збирци пјесама и приповједака Соколови лете, 1989. године, у издању загребачке издавачке куће Просвјета. Ово је дјело настало као плод дугогодишњег Кричковићевог труда да личком фолклору придода нека савремена пјесничка средства и тематику. Књига садржи велики број пјесама, махом љубавне или хумористичне тематике, подијељених у два поглавља: Жалобне пјесме и Шаљиве пјесме. Од прозних радова које ова књига доноси, ваља истакнути приповијетку Дане Кубура, замишљену као прототип својеврсног личког пучког кабареа, прожетог личким хумором. Иначе, личност Дане Кубуре као стереотипног Личанина Кричковић је тематизовао у више својих дјела, укључујући и никад извођену драму Како је Дане Кубура иша у Јамерику, у цјелости писану локалним личким дијалектом Кричковићевог родног краја. Због писања на локалном дијалекту, од стране критике је био називан „личким Домјанићем“.
Поред пјесничког и пјевачког дјеловања, Јово Кричковић је био активан и у спорту. Био је члан Клуба борилачких вјештина, те члан Планинарског савеза Југославије.
Био је ожењен супругом Маријом (1935–2014), са којом није имао дјеце.
Преминуо је 4. априла 2006. године у Загребу. Сахрањен је на загребачком гробљу Мирогој.

## Дискографија
Снимио је један музички албум и неколико музичких синглова.

### Албуми
- Кршна Лико (ПГП РТБ, 1982)[7]

### Синглови
- Кад запјева зора са прозора (ПГП РТБ, 1977)[11][12]
- Пјевај ми, соколе (Алта, 1973)
- Тужне дане ми остављаш, шлагери (Интертон, 1972)[13]
- Кршни Личанин (Дискос, 1971)[14]
- Лика, Лика (Југотон, 1969)[15]
- Кршна Лико (Југотон, 1968)[3]